# Abdagases II.
Abdagases II. war ein indo-parthischer  König, der um 90 n. Chr. regierte.
Seine Münzen ähneln denen von Pacores, dem letzten Herrscher des Reiches, weshalb er wohl kurz vor diesem regiert haben wird. Die Münzen sind in Seistan geprägt worden, eine vereinzelte stammt aus Kandahar. Sie haben griechische Legenden. Von ihm sind auch Goldmünzen mit einer Legende in Pahlavi bekannt. Diese sind meist von eher bescheidener künstlerischer Qualität.